# Inventing the Abbotts
Inventing the Abbotts es una película estadounidense de 1997 del género dramático y romántico, dirigida por Pat O'Connor y protagonizada por Joaquín Phoenix, Billy Crudup, Liv Tyler, Jennifer Connelly y Will Patton.
El DVD se editó el 13 de marzo de 2001.

## Argumento
La película se ambienta en una pequeña ciudad de Illinois en el año 1957. Narra la historia de las vidas de cinco adolescentes. Los hermanos Holt, de clase obrera, son muy diferentes de las hermosas hijas de los Abbott; familia de clase alta y que goza de gran renombre en su ciudad. Las tres hermosas hijas de los Abbott parecen tenerlo todo y son la envidia de los hermanos Holt. Los Holts y los Abbott se relacionarán, enfrentándose a los desafíos del amor y sexo, sin saber que ambas familias esconden un secreto en común.

## Reparto principal
| Actores/actrices  | Rol                 |
| ----------------- | ------------------- |
| Joaquín Phoenix   | Doug Holt           |
| Billy Crudup      | Jacey Holt          |
| Liv Tyler         | Pamela Abbott       |
| Jennifer Connelly | Eleanor Abbott      |
| Will Patton       | Lloyd Abbott        |
| Kathy Baker       | Helen Holt          |
| Joanna Going      | Alice Abbott        |
| Barbara Williams  | Joan Abbott         |
| Alessandro Nivola | Peter Vanlaningham  |
| Michael Keaton    | Narrator/Older Doug |